# Sphaerostigma macrophyllum
Sphaerostigma macrophyllum là một loài thực vật có hoa trong họ Anh thảo chiều. Loài này được (Small) Rydb. miêu tả khoa học đầu tiên năm 1913.